# Брезицкий, Кондрат Иванович
Кондрат Иванович Брезицкий — советский хозяйственный, государственный и политический деятель, Герой Социалистического Труда.

## Биография
Родился в 1909 году в селе Догмаровка. Член КПСС.
С 1920 года — на хозяйственной, общественной и политической работе. В 1920—1956 гг. — крестьянин, колхозник, тракторист, бригадир тракторной бригады машинно-тракторной станции имени Сталина, тракторист машинно-тракторной станции в Омской области, участник Великой Отечественной войны, водитель артиллерийского тягача 682-го артиллерийского полка на Северо-Западном фронте, механик-водитель танка, бригадир машинно-тракторной станции имени Сталина, комбайнёр МТС имени Сталина Министерства хлопководства СССР в Геническом районе Херсонской области Украинской ССР, механизатор в колхозах Херсонской области.
Указом Президиума Верховного Совета СССР от м присвоено звание Героя Социалистического Труда с вручением ордена Ленина и золотой медали «Серп и Молот».
Умер в посёлке Новоалексеевка в 1989 году.